# Lachnocnema overlaeti
Lachnocnema overlaeti là một loài bướm ngày thuộc họ  Lycaenidae. Nó được tìm thấy ở CHDC Congo.